# 玉环书城
玉环书城是位于中国浙江省玉环市的一座图书售卖场，以玉环市新华书店旗舰门市部为基础，共有四层，营业面积达7000平方米，售书30万册，并发展成为一个集购书、阅读、休闲等功能的大型文化综合体。该书城位于玉环市玉城街道桃花岭村榴岛文化广场，于2013年12月31日（一说2014年10月15日）与玉环影城一同开工。2017年1月18日，位于该书城底楼旁的新华书店临时卖场开业，仅一层；2019年1月11日，玉环书城四层全部装修完成，对外试营业。

## 前身

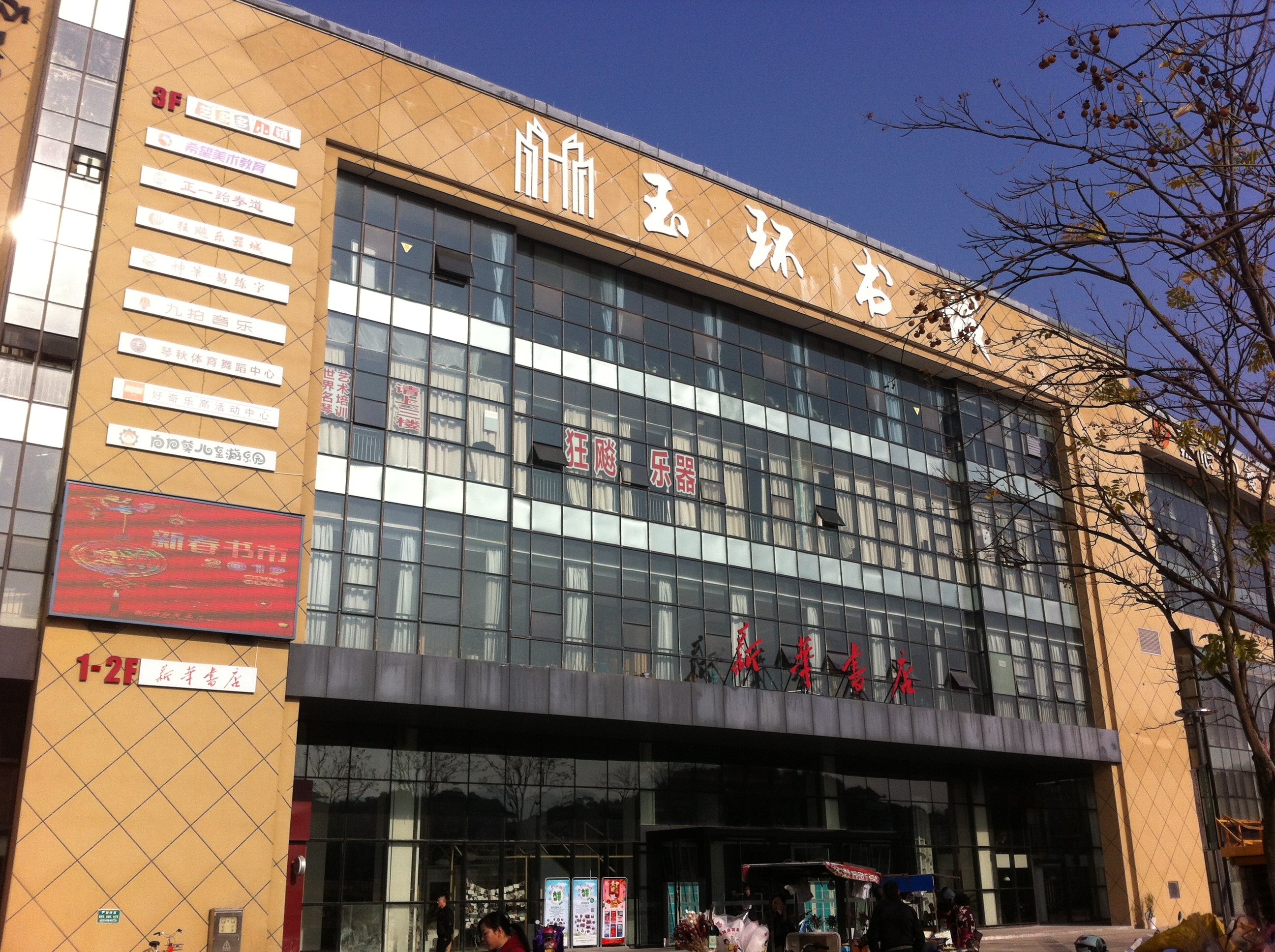
仰望玉环书城

玉环书城的前身是位于玉环市玉城街道城中路25号的玉环县新华书店大楼，该大楼内是原来的玉环县新华书店旗舰门市部。玉环在解放前，由于处于海岛带来的交通闭塞，暂未有书店开设。在此背景下，1950年6月，新华书店温州中心支店派员工，在现在的城中路1号筹建新华书店门市部，但同年因国民党残余部队对玉环的袭击而暂停营业。1952年3月，新华书店乐清支店玉环门市部建立。在坎门、楚门等地设立图书代销网点后，1956年4月，新华书店玉环支店正式建立，店址位于今西城路16号。1977年10月1日，位于现城中路25号的九间三层、共850平方米的营业大楼正式开张营业。

## 建设

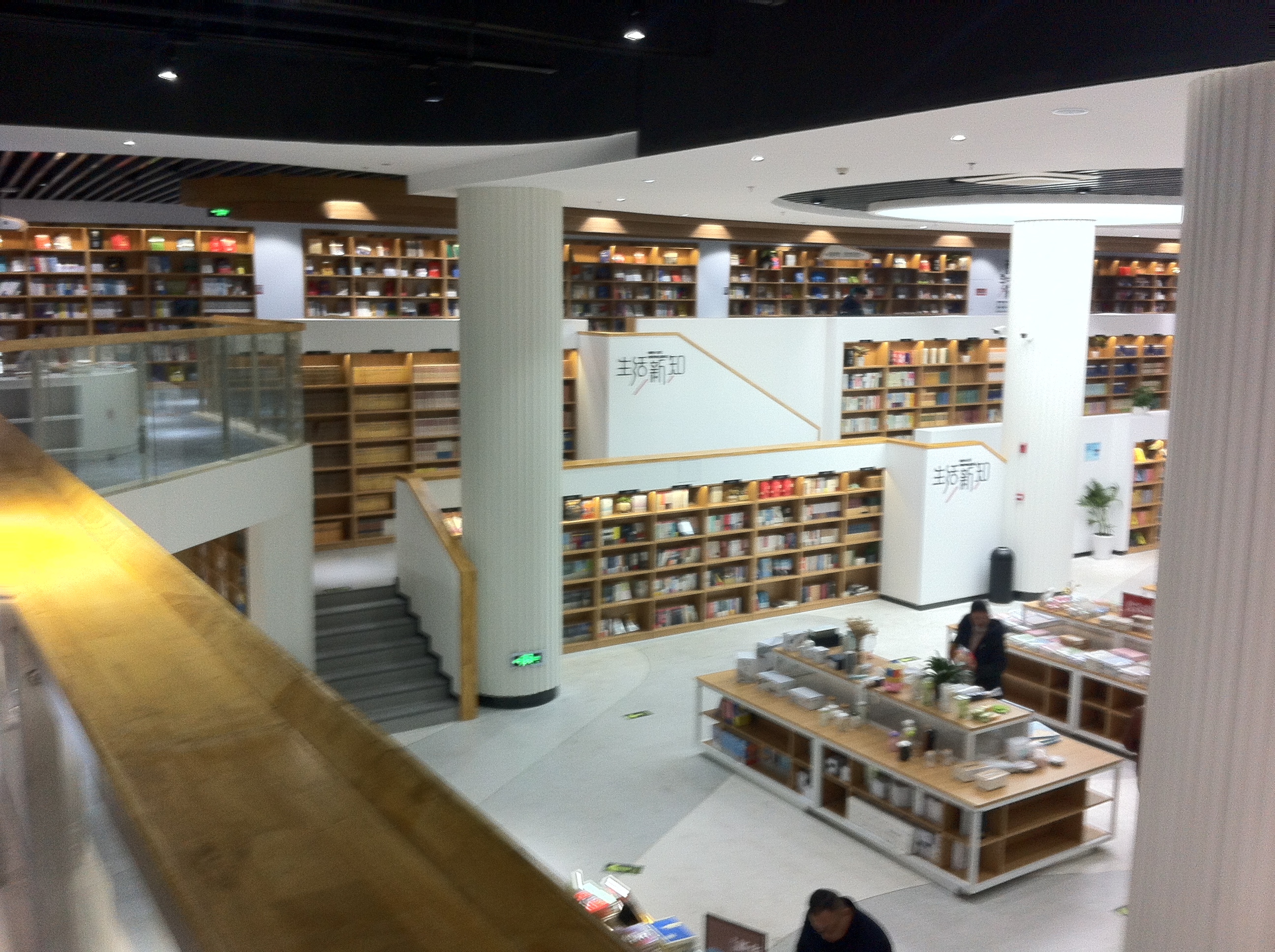
玉环书城内景一角

2010年以来，玉环政府开始对文化建设工作的重视。为了满足人民群众的精神文化需求，决定在桃花岭村新建一座较大规模的书城及影城。2013年12月31日（一说2014年10月15日）上午，玉环书城、玉环影城的开工典礼在桃花岭休闲文化广场（现榴岛文化广场）工程工地上举行。这一地区原是玉环良种繁育场的破旧厂房，项目建设完成后将成为玉环的标志性文化设施之一。其中，玉环书城这一工程由浙江新华书店集团有限公司投资兴建，项目总投资6550万元，主体建筑为四层，建筑面积19030平方米。
经过三至四年的建设，玉环书城的建设日渐完成。而率先完工的榴岛文化广场吸引市民来此休闲，为了给市民创造一个良好的休闲阅读环境，玉环市新华书店旗舰门市部决定在玉环书城设立一个临时卖场。2017年1月18日，位于城中路的旧店关闭，并整体迁入玉环书城大门左侧的“新华书店临时卖场”。这一临时卖场的面积达到1200平方米，可容纳5万多类书籍。但临时卖场仅供过渡使用。两年后的2019年1月11日，位于玉环市长兴路262号的榴岛文化广场内的玉环书城正式试营业。

## 现状

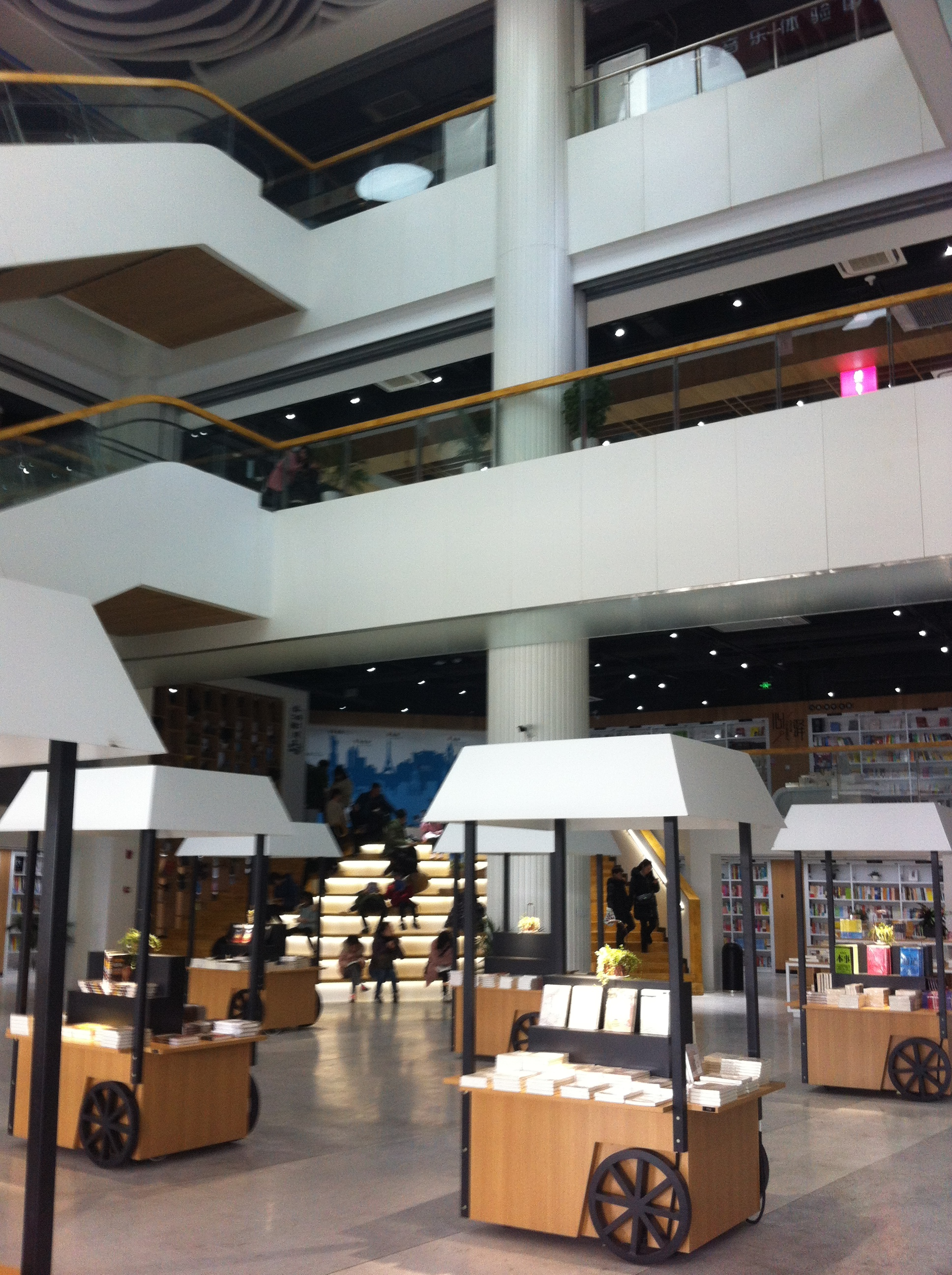
玉环书城一角

玉环书城是一幢较大的四层建筑，主体分为两层及夹层。主展厅位于一层与夹层，陈列社科、文艺和生活类书籍，并开设日常杂货、陶艺制品销售区，划分出20个主题展台；二层设有为儿童开设的小柚子儿童馆和柚狮学堂等区块，以及同玉环市青年企业家协会合办的“青商书院”；三到四层多是一些课外辅导班、兴趣班等。另外，将咖啡馆、手工制作区、亲子活动区、摄影美术馆等其他内容融入。书架直通天花板，并采用原木色，在将图书按书架号陈列的同时，通过特别策划，对书目种类进行扩充细化，并设置每月更新的阅读榜单和与市民互动的“阅读主张”板块。整体布局宽敞明亮，采用灯光和音乐使得环境自然温和。营业面积较老店增加到7000平方米，售书量也增加到30万册。
此外，玉环书城采用“文化+休闲+体检+商业”的新模式，与其他多个单位合作，举行一系列平面展览、讲座、读书会等文化交流活动。